# 北山村
北山村（きたやまむら）は、和歌山県東牟婁郡の村。紀南地域（東牟婁圏域）に属する。また全村域が奈良県および三重県と接しており、和歌山県の飛地となっている。

## 概要

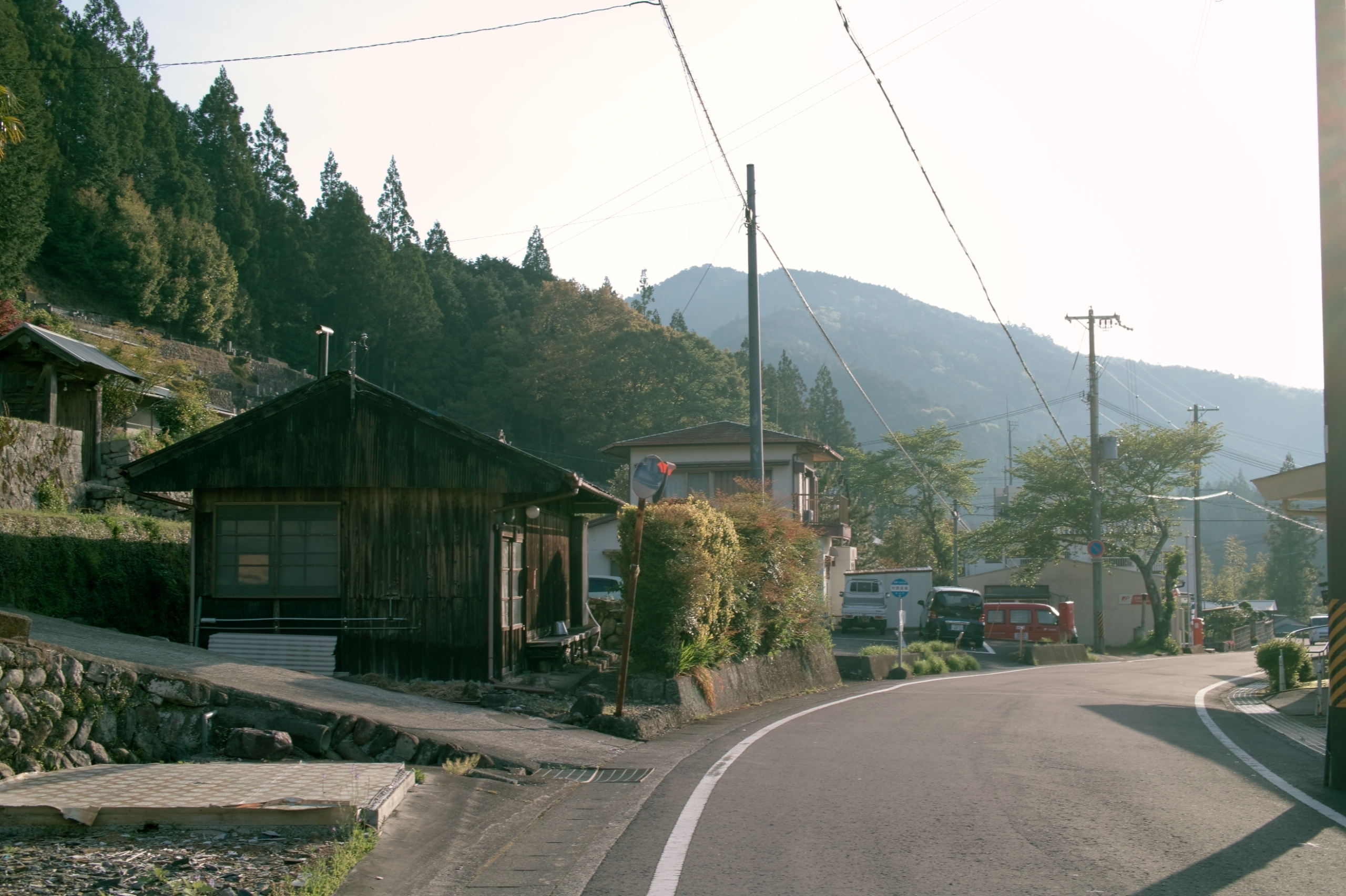
北山村中心部

紀伊半島南部の山間部に位置しており、和歌山県全体でも最東端に位置する自治体である。平成の大合併で県内の他の村が消滅した結果、和歌山県で唯一の村となった。
和歌山県に属しながら、周囲を奈良県と三重県に囲まれており、都道府県単位の飛地がそのまま領域になっている、日本では唯一の自治体である。また、1889年の町村制施行以来一度も他の市町村との合併をしていない。

## 地理

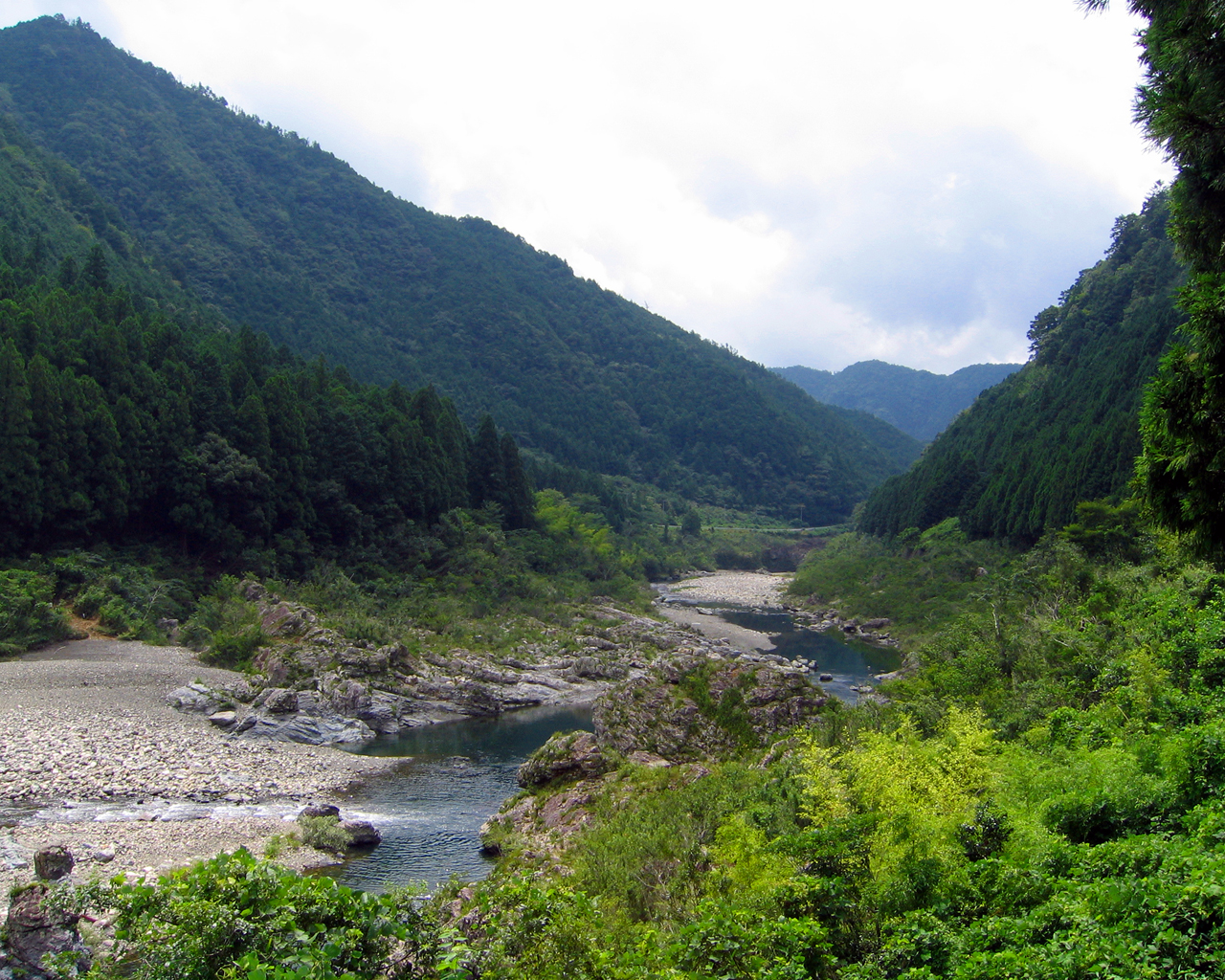
北山川中流部分

### 位置
紀伊半島南部の山間部に位置している。その村域の約97%が山林地帯であり、三重県熊野市との境を流れる北山川沿いにある村の南端部分に小さな集落が点在する。
可住地面積は3.72km2であり、可住地人口密度は122人/km2となっている。

### 地形

#### 山地
主な山
- 紀伊山地

#### 河川
主な川
- 北山川

### 地域
大沼地区、下尾井地区、竹原地区、七色地区、小松地区に分かれていて各地区を北山川に沿って国道169号が結んでいる。以下各地区について詳述する。
大沼（おおぬま）
村南部に位置する北山村の中心集落で北山村の役場・郵便局・農協もある。大沼はさらに大沼と六水（ろくみぞ）に分かれるが、人家の大半は大沼のほうにある。大沼は北山川が大きく曲がる部分の内側にできた平坦地に位置しており、地区を国道169号が東西に走っている。国道沿いには商店や旅館なども存在し北山村立北山小学校もある。六水は山の斜面にある集落で大沼の東部にある集落である。北山村立北山中学校がある。
下尾井（しもおい）
村南部にある。北山村では大沼と並び大きな集落となっており、大沼とあわせると北山村の人口のうちほとんどが居住していることになる。下尾井はさらに下尾井と瀬戸（せと）、木屋（こうや）に分かれるが、人家の大半は下尾井にある。北山川の作った大沼よりも大きな平坦地にこの下尾井は位置しており、北山村では本当に見ることの少ない水田も見られる。下尾井遺跡、道の駅おくとろの所在地。国道169号が通る。
竹原（たけはら）
村東部に位置する。この集落も北山川の作った平坦地に位置する。竹原はさらに竹原と相須（あいす）に分かれるが、人家の大半は竹原の方にある。北山川を挟んで三重県熊野市神川町は花知集落と向かい合っており、奥瀞橋で両者は結ばれている。この集落にも国道169号が走っており、国道沿いに竹原は開けている。
七色（なないろ）
村の東端に位置する山の斜面にある集落である。七色はさらに七色と渡（わたし）に分かれるが、七色のほうが人家は多い。七色は竹原に近い集落なのに対し、渡は七色ダムにも近い、文字通りの東端の集落である。国道169号が通る。
小松（こまつ）
村の西端にある。国道169号が通り同道の小松トンネルで奈良県十津川村の東野集落と結ばれており、その先新宮方面に道は伸びている。国道から集落までは離れており、細い道で連絡しているが、国道の開通前は小松橋という小さな橋で北山川を渡り川畑川に沿って現在の三重県熊野市の長尾方面に出るしか、この集落から車によって外に出る手段はなかった。小松は北山川の削ったわずかな傾斜面にある集落で、戸数は10戸未満といたって少なく、その住民はほとんどが林業に従事している。

### 人口
| |                                        |  |
| 北山村と全国の年齢別人口分布（2005年） | 北山村の年齢・男女別人口分布（2005年） |  |
| ■紫色 ― 北山村 ■緑色 ― 日本全国 | ■青色 ― 男性 ■赤色 ― 女性              |  |
| 北山村（に相当する地域）の人口の推移 \| 1970年（昭和45年） \| 1,135人 \| \| \| 1975年（昭和50年） \| 1,015人 \| \| \| 1980年（昭和55年） \| 790人 \| \| \| 1985年（昭和60年） \| 686人 \| \| \| 1990年（平成2年） \| 613人 \| \| \| 1995年（平成7年） \| 593人 \| \| \| 2000年（平成12年） \| 635人 \| \| \| 2005年（平成17年） \| 570人 \| \| \| 2010年（平成22年） \| 486人 \| \| \| 2015年（平成27年） \| 446人 \| \| \| 2020年（令和2年） \| 404人 \| \| |                                        |  |
| 総務省統計局 国勢調査より |                                        |  |
| 1970年（昭和45年） | 1,135人                                |  |
| 1975年（昭和50年） | 1,015人                                |  |
| 1980年（昭和55年） | 790人                                  |  |
| 1985年（昭和60年） | 686人                                  |  |
| 1990年（平成2年） | 613人                                  |  |
| 1995年（平成7年） | 593人                                  |  |
| 2000年（平成12年） | 635人                                  |  |
| 2005年（平成17年） | 570人                                  |  |
| 2010年（平成22年） | 486人                                  |  |
| 2015年（平成27年） | 446人                                  |  |
| 2020年（令和2年） | 404人                                  |  |

### 隣接自治体
奈良県
- 吉野郡：下北山村
- 吉野郡：十津川村

三重県
- 熊野市

## 歴史

### 近世
安土桃山時代
- 天正14年（1586年）8月 - 太閤検地への反発で天正北山一揆勃発。

江戸時代
古来よりこの辺りで木材を切り出し、北山川から木材流送を行い下流の新宮で商人がそれを受け取り売るという形態でこの辺りの人々の暮らしが成り立っており、新宮との結びつきが強く江戸時代にはこの地域は紀州藩新宮領に属していた。
- 慶長19年（1614年）12月 - 大坂冬の陣の隙を突くような形で慶長北山一揆勃発。

### 近代
廃藩置県で新宮が和歌山県に入ると、この村は新宮との結びつきの強さゆえに和歌山に入ることを望み、それが叶った結果、飛び地村ができた。以降、1889年（明治22年）に自治体として発足して以来この村に合併などは一切なく、飛び地ゆえに人口が少なくとも一村を維持してきた。
- 1889年（明治22年）4月1日 - 町村制の施行により、大沼村・下尾井村・小松村・竹原村・七色村の区域をもって発足。

### 戦後
ダム建設により、熊野市までの道路が整備され、現在はむしろ三重県の熊野市などとの結びつきが強くなった。三重県の市町村との合併により和歌山県の飛び地でなくなろうという動きも見られたが、住民投票の結果和歌山県に残った。2005年に多く行われた市町村合併のときは、新宮市に合併する具体案があったが、直前に中止になった。

## 政治

### 行政

#### 村長
- 泉清久（2024年7月26日～ 1期目）

歴代首長
| 代 | 氏名     | 就任          | 退任          | 備考 |
| -- | -------- | ------------- | ------------- | ---- |
|    | 奥田貢   | 2000年        | 2016年7月25日 |      |
|    | 山口賢二 | 2016年7月26日 | 2024年7月25日 |      |
|    | 泉清久   | 2024年7月26日 | （現職）      |      |

### 議会

#### 村議会
北山村議会
- 定数 - 5人[3]

## 施設

### 警察
本署
- 和歌山県警察新宮警察署

駐在所
- 北山警察官駐在所（大沼58-1）

### 消防
本部
- 新宮市消防本部
- 北山村消防団
- 熊野市消防本部（相互応援協定）

### 郵便局
主な郵便局
- 大沼郵便局

郵便番号
和歌山県の郵便番号は640から649までの間となるが、当村の番号は2008年10月31日まで三重県のものと同じく510番台だった。これは村内の郵便の集配業務を行う大沼集配センターが東海支社熊野郵便局の管轄だったためである。2008年11月1日をもって大沼郵便局の管轄が近畿支社の和歌山県東牟婁郡那智勝浦町の紀伊勝浦郵便局（和歌山県）へ変更されたため、郵便番号も519-56から647-16に変更され、例外状態は解消された。

## 経済

### 第一次産業

#### 農業

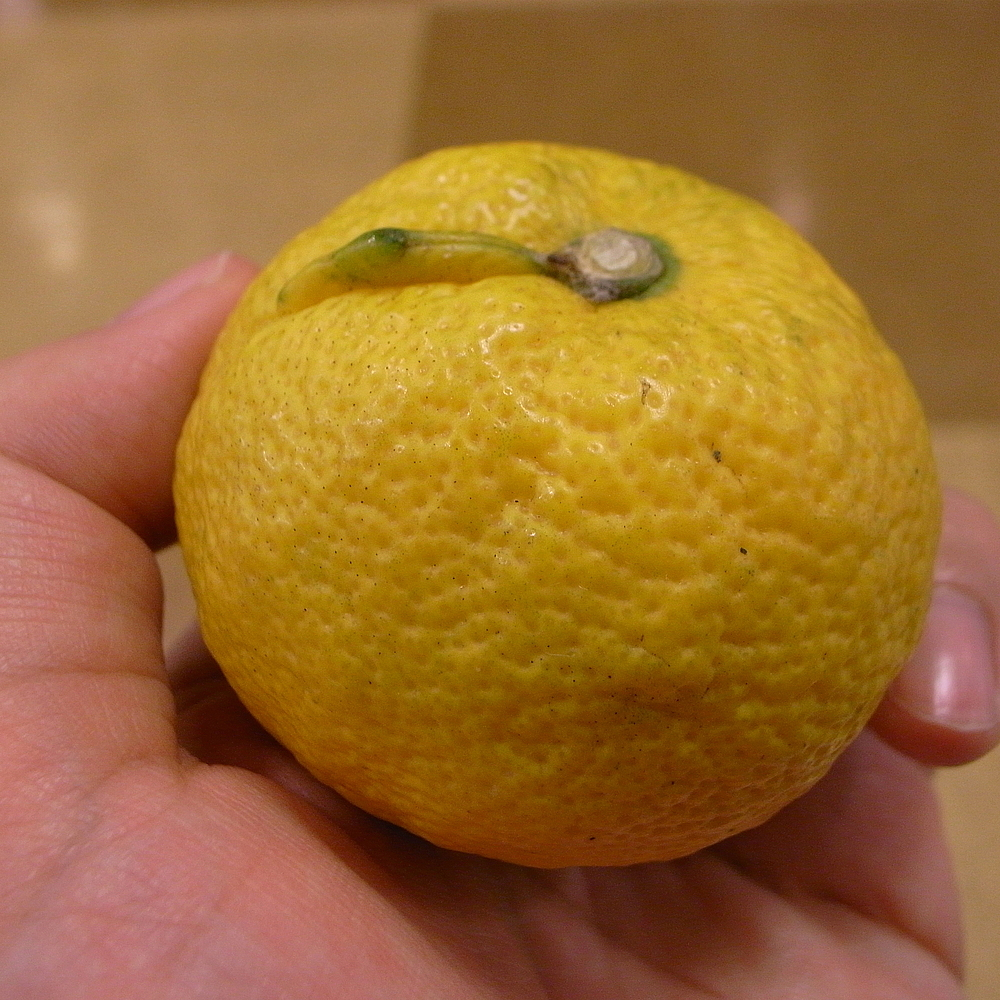
じゃばら
ゆずやカボスのような香酸柑橘で、福田国三により種苗登録された北山村特産の柑橘。
昭和50年代（1975年頃）に北山村を救う産物になりうると福田と村が協力し特産品化に努めたが、思うように需要が伸びず、毎年赤字を重ねる状況となっていた。
周辺自治体との合併が現実化するなか、村は最後の手段として2001年1月に楽天市場に出店した。出店後、かねてから噂のあった「じゃばらが花粉症に効く」ことを検証するため、ネット上で花粉症効用調査1000人モニターを実施。数日で10000人を超えるモニターの申し込みがあった。このモニター調査の結果で47%の人から効果があったと報告があり、じゃばらの需要が伸びるきっかけとなった。
花粉症効果で2000年（平成12年度）までの1年間で2500万円前後の年間売上が、2001年（平成13年度）で5000万円に急増して、2002年（平成14年度）で1億円に倍増して、2005年（平成17年度）には2億2000万円と2億円を突破し、村の基幹産業として成長を遂げている。

### 第三次産業

#### 水運業
筏

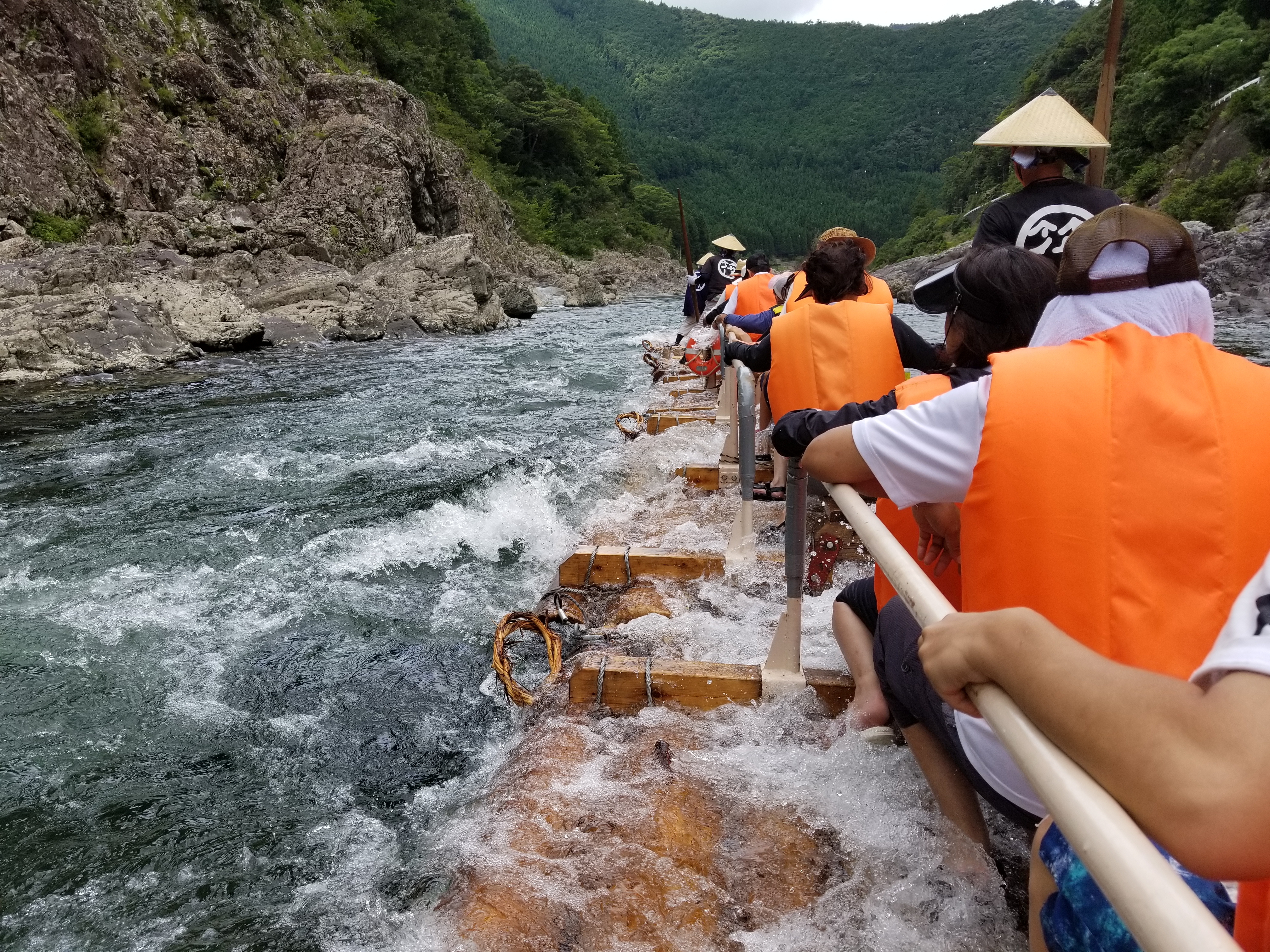
北山川観光筏下り。2019年8月11日撮影。

筏は大台ケ原方面から新宮まで北山川を流し運ばれ、北山村大沼付近が中継点となっていた。
上流の筏師はここから引き返し、下流は北山村の筏師が引き継ぎ、夏場は2日程度、冬場は3日程度かけて新宮まで材木を運搬していた。北山川でも北山村から瀞峡付近までが最大の難所とされた。現在の北山川観光筏下りの最初の瀬であるオトノリはかつて弟乗りといわれ、後継ぎの長男は乗らないといわれた逸話がある。ここを乗り切る北山村の筏師の櫂さばきは筏師の華とされていた。
北山川の筏師の技術は国外でも評価され、鴨緑江まで請われ出稼ぎに行った話も伝えられており、鴨緑江では馬賊に襲われたことがあるといわれている。命がけで材木を新宮港まで運ぶ筏師は非常に高収入だったといわれ、新宮まで下ると高額な報酬を手にすることができたが、新宮で豪快に遊んで帰ったため資産は蓄えなかったともいわれている。
食糧難だった時代には、宿泊する宿に食料を持参してくるため、筏師は大喜びで迎えられたようである。
戦後にダム建設計画、道路整備計画があり、村内にダムと道路網が整備されて、筏流しの文化は1964年（昭和39年）3月を最後に一旦途絶えた。
しかし復活してほしい要望があり、1979年（昭和54年）に北山川観光筏下りとして復活し、当時の筏師に再び活躍の場が与えられた。

## 情報・通信

### マスメディア
- テレビ放送は和歌山県域の放送局（近畿広域圏・テレビ和歌山）のほか、三重県域の放送局（中京広域圏・三重テレビ）が視聴でき、有線でFM三重も聴くことができる（なお、和歌山県には県域を放送対象地域とする民放FM局はない）。

## 生活基盤

### ライフライン

#### 電信
- NTT西日本

市外局番
- 市外局番は新宮市と同じ（0735）。

## 教育
1980年代初頭に村内では小中学校の統合が進められた結果、小学校が村立北山小学校、中学校が村立北山中学校のみとなる。高等学校および大学などはない。なお、北山小学校と北山中学校は同敷地内に併設されている。

### 中学校
村立
- 北山村立北山中学校（大沼569）

### 小学校
村立
- 北山村立北山小学校

## 交通

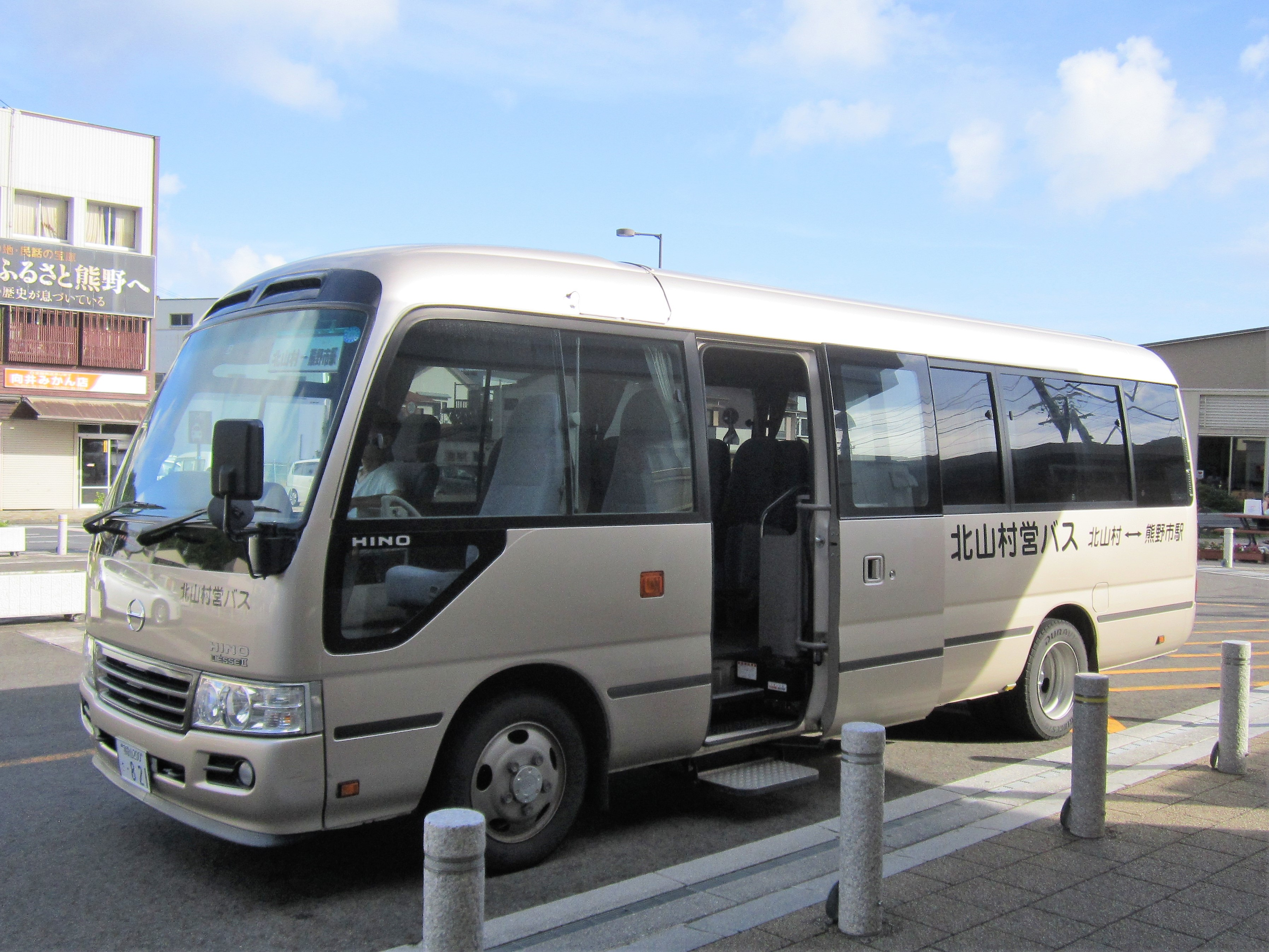
北山村営バス

### 鉄道
村内を鉄道は走っていない。

#### 鉄道路線
鉄道を利用する場合の最寄り駅は、JR東海紀勢本線熊野市駅。

### バス

#### 路線バス
- 北山村営バス（熊野市駅～下尾井）- 1日2往復のみ

### 道路

#### 国道
- 国道169号

#### 県道
- 三重県道・和歌山県道52号御浜北山線

### 道の駅
- 道の駅おくとろ

## 観光

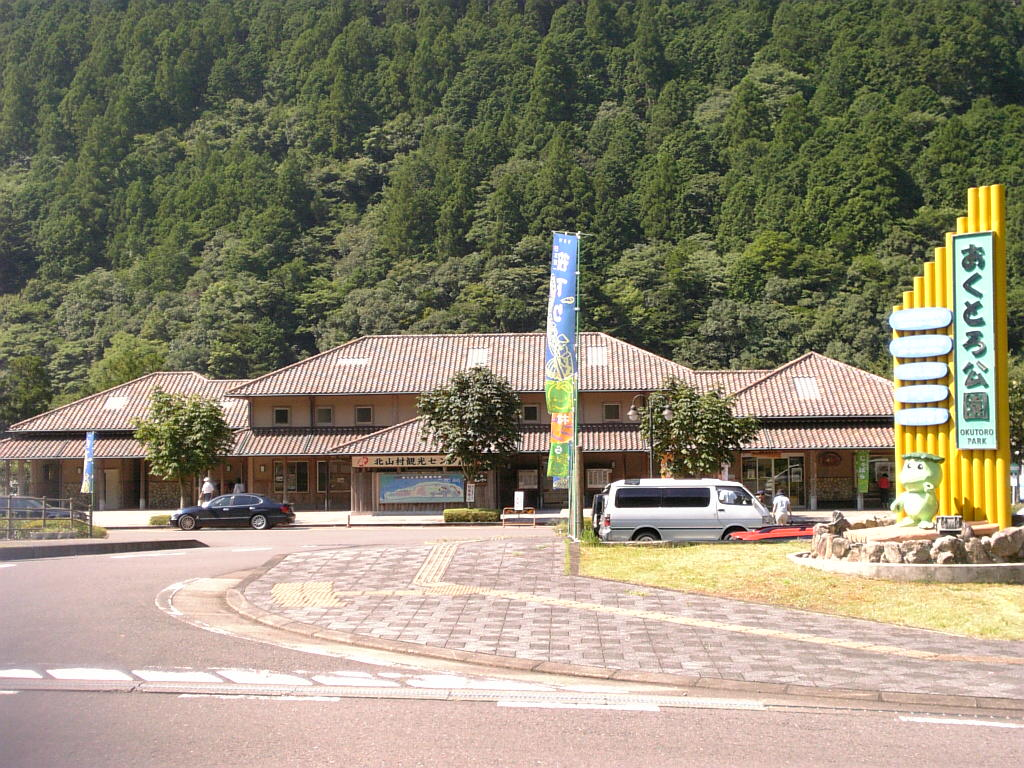
道の駅おくとろ

かつて北山川上流のこの地から木材を筏で流して下流の町に運んでいたことにちなんだ北山川の観光筏下りも知られる。

### 名所・旧跡
主な寺院
- 宝蔵寺（熊野西国三十三箇所番外札所）

主な遺跡
- 下尾井遺跡 - 縄文時代前期から後期後半にかけての遺跡で、北山川右岸の河岸段丘上に石碑がある

### 観光スポット
- 道の駅おくとろ
- 瀞峡
  - 奥瀞
- おくとろ公園
- おくとろ温泉
- 七色ダム

## 広報

### 村ぶろ
2007年3月31日（β版プレオープン日）から2018年6月1日まで、『村ぶろ』の名称で村営の公式サイトが運営されていた。
2011年7月5日よりはTwitterアカウントとして「村ぶろ_@murablostaff」を開設しての情報発信も行われていたが、2016年11月2日以降更新はなされていない（※2019年9月20日現在）。
2018年より、北山村地域事業課の公式アカウントである「じゃばらくん＠和歌山県北山村_@kitayama_jabara」及び北山村観光協会の公式アカウントである「北山村観光協会_@kitayamamura」がTwitterにて情報を発信している。
沿革
- 2007年
  - 3月31日 - 日本初の自治体運営ブログポータルサイト「村ぶろ」β版をプレオープン
  - 6月21日 - グランドオープン
  - 9月17日 - 「日経地域情報化大賞2007 日経MJ（流通新聞）賞」を受賞[7]
- 2011年7月5日 - Twitterでの情報発信を開始[4]
- 2017年8月9日‐ 閉鎖が発表される[8]
- 2018年6月1日 - サイトを閉鎖[9]